# Лазарев, Василий Григорьевич
Васи́лий Григо́рьевич Ла́зарев (23 февраля 1928, село Порошино, Кытмановский район, Алтайский край — 31 декабря 1990, Москва) — лётчик-космонавт СССР, Герой Советского Союза (1973), полковник (с 1 октября 1973). Сочетал квалификации военного врача и лётчика-испытателя.

## Биография
Василий Лазарев родился 23 февраля 1928 года в селе Порошино (ныне Кытмановский район Алтайского края). Отец — Григорий Лазарев, мать — Александра Андреевна Лазарева, отчим — Иван Григорьевич Тюменцев.

### Образование
После окончания средней школы в 1946 году поступил в Свердловский медицинский институт. На последнем курсе перевелся на военно-медицинский факультет Саратовского медицинского института.
Несколько лет работал военным врачом.
В 1954 году Лазарев по ускоренной программе окончил Харьковское высшее военное авиационное училище лётчиков в Чугуеве, где ему была присвоена квалификация лётчика-истребителя.

### Военная служба
- с 15 августа 1952 — врач-специалист 336-го отдельного батальона аэродромно-технического обеспечения авиаполка 30-й воздушной армии;
- с 27 октября 1952 — начальник лазарета, врач-специалист того же батальона;
- с 14 декабря 1954 — лётчик-инструктор 810-го учебного авиаполка Харьковского высшего военного авиационного училища лётчиков (ХВВАУЛ) в Чугуеве;
- с 25 января 1956 — лётчик-испытатель 1-го отделения 3-го отдела Управления испытаний самолётов Государственного Краснознамённого научно-исследовательского института Военно-воздушных сил (ГКНИИ ВВС);
- с 14 января 1957 — старший лётчик-испытатель 1-го отделения 1-го отдела того же Управления;
- с 21 октября 1959 — старший лётчик-испытатель, врач-гигиенист 14-го отдела ГКНИИ ВВС;
- с 26 января 1962 — старший лётчик-испытатель, врач 10-го отдела 1-го Управления Государственного научно-исследовательского института авиационной и космической медицины (ГНИИ АиКМ);
- с 31 марта 1964 — старший научный сотрудник, врач-лётчик 10-го отдела 2-го Управления ГНИИ АиКМ;
- с 17 января 1966 — зачислен на должность космонавта 2-го отряда Центра подготовки космонавтов ВВС (ЦПК ВВС);
- 27 ноября 1985 — приказом Министра обороны СССР уволен в запас из Вооружённых Сил СССР по болезни;
- 23 декабря 1985 — исключён из списков части.

### Лётно-испытательская служба
В 1962 году участвовал в испытательных полётах на стратостате «СС» — «Волга» в качестве стратонавта. Всего налетал на «Волге» более 28 часов. Участвовал в испытательном полёте с максимальным набором высоты. Был членом дублирующего экипажа в эксперименте по прыжку из стратосферы 1 ноября 1962.
Занимался проблемами влияния различных факторов атмосферных, стратосферных и космических полётов на организм человека.

### Подготовка к космическим полётам

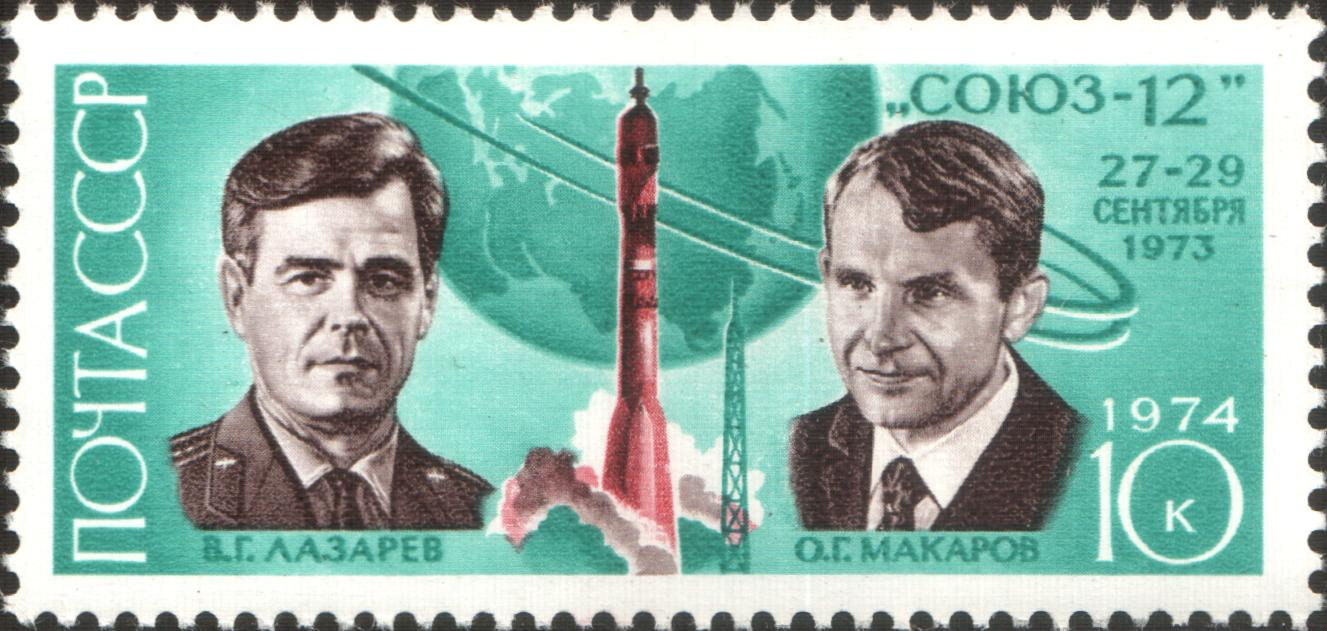
Лазарев на почтовой марке СССР

- Апрель 1964 — участие в наборе кандидатов по программе первого трёхместного космического корабля (КК) «Восход» в качестве кандидата от ГНИИ АиКМ. Успешно прошёл медицинское обследование в Центральном военном научно-исследовательском авиационном госпитале (ЦВНИАГ) и был допущен до специальных тренировок.
- 26 мая 1964 — на заседании Мандатной комиссии отобран для подготовки в качестве врача экипажа по программе «Восход».
- 29 мая 1964 — приказом Главкома ВВС СССР зачислен в группу подготовки к полёту КК «Восход».
- С 1 июня 1964 по сентябрь 1964 — подготовка к полёту КК «Восход» в составе группы.
- 12 октября 1964 — второй дублёр врача экипажа КК «Восход» Б. Б. Егорова.
- 17 января 1966 — приказом Главкома ВВС СССР зачислен на должность космонавта второго отряда космонавтов ЦПК ВВС. Отряд был пополнен 23 октября 1965 в процессе «третьего набора ЦПК ВВС», но сведений об участии В. Г. Лазарева в этом наборе не сохранилось. Он был зачислен в отряд на место выбывшего по состоянию здоровья В. А. Дегтярёва.
- 1966—1967 — подготовка по программе «Спираль» в составе группы[3].
- 1967—1969 — подготовка по программе орбитальной пилотируемой станции (ОПС) «Алмаз» в составе группы.
- С января по май 1970 — подготовка в качестве командира третьего экипажа КК «Союз-9» по программе длительного полёта вместе с В. А. Яздовским.
- С сентября 1970 по июль 1971 — подготовка к полёту в качестве командира экипажа КК «Союз» модификации 7К-ОК по программе «Контакт» (отработка системы стыковки лунного орбитального и лунного спускаемого аппаратов) вместе с О. Г. Макаровым. Программа лунных полётов была прекращена, подготовка полёта в январе 1971 остановлена.
- С 10 октября 1971 по июль 1972 — подготовка к полёту на долговременную орбитальную станцию ДОС-2 в качестве командира дублирующего экипажа вместе с О. Г. Макаровым. Полёт был отменён из-за аварии ракеты-носителя «Протон-К» при выведении станции на орбиту 29 июля 1972 года.
- С августа по сентябрь 1972 — подготовка к автономному испытательному полёту на модифицированном корабле «Союз» (7К-Т № 34) в качестве командира дублирующего экипажа вместе с О. Г. Макаровым. Полёт был отменён.
- С 25 октября 1972 по 10 апреля 1973 — подготовка к полёту на ДОС-3 в качестве командира дублирующего экипажа вместе с О. Г. Макаровым. Полёт был отменён из-за аварии на орбите в мае 1973 года станции ДОС-3, получившей в открытой печати наименование «Космос-557» (название «Салют» этой станции не было присвоено).
- С июля по сентябрь 1973 — подготовка к автономному испытательному полёту модифицированного корабля «Союз» в качестве командира основного экипажа вместе с О. Г. Макаровым.

### Космический полёт на «Союзе-12»
Первый космический полёт совершил в 1973 г. вместе с О. Г. Макаровым на космическом корабле «Союз-12». Старт был произведён в 13 часов 58 минут по мировому времени 27 сентября, посадка в 13 часов 14 минут 29 сентября. Продолжительность полёта составила 1 сутки 23 часа 15 минут 32 секунды. Василий Григорьевич в этом полёте был командиром экипажа, его позывной был «Урал-1».
В этом полёте проведено испытание в пилотируемом режиме модифицированного космического корабля «Союз» и спасательных скафандров «Сокол».
После успешного завершения полёта 2 октября 1973 года за проявленное мужество и героизм ему было присвоено воинское звание — полковник, почётное звание Герой Советского Союза с вручением медали «Золотая Звезда» и награждением орденом Ленина, почётное звание Лётчик-космонавт СССР и присвоен класс «Лётчик-космонавт 3-го класса».

### Подготовка ко второму полёту
- С 10 декабря 1973 по декабрь 1974 — подготовка к полёту на ДОС-4 «Салют-4» в качестве командира дублирующего экипажа вместе с О. Г. Макаровым.
- 10 января 1975 во время старта КК «Союз-17» был дублёром командира корабля А. А. Губарева.
- С 15 января по март 1975 — подготовка по программе второй экспедиции на ДОС-4 «Салют-4» в качестве командира основного экипажа вместе с О. Г. Макаровым.

### Второй (суборбитальный) полёт
Второй (суборбитальный) полёт 5 апреля 1975 года, в том же составе, что и первый (совместно с О. Г. Макаровым), продолжительностью 21 минута 27 секунд, был суборбитальным из-за аварии ракеты-носителя «Союз». Максимальная высота полёта составила 192 км от поверхности Земли. В открытых источниках упоминается как «Союз-18а». Космонавты были спасены благодаря работе системы аварийного спасения. При спуске космонавты испытали значительную перегрузку — около 26 g из-за проблем ориентации спускаемого аппарата. Капсула с космонавтами совершила посадку в горах Алтая на склоне горы Теремок-3 на правом берегу реки Уба (в настоящее время — территория Казахстана). Эвакуация космонавтов с незапланированного места приземления была произведена только на следующий день. В поисково-спасательных операции непосредственное участие принимал представитель ЦПК И.В. Давыдов .
За проявленный героизм в этом полёте Василий Григорьевич был награждён вторым орденом Ленина.
Фрагменты радиопереговоров космонавтов во время аварийного запуска корабля «Союз».

### Дальнейшая космическая подготовка
- 1977—1979 годы — подготовка к полётам на модифицированном КК «Союз Т» в группе космонавтов. С октября 1978 — подготовка в качестве командира резервного (третьего) экипажа совместно с Г. М. Стрекаловым.
- Октябрь 1979 — назначен командиром основного экипажа по программе второго пилотируемого испытательного полёта КК «Союз Т-3» (планируемое время запуска — конец 1980). Проходил подготовку совместно с Г. М. Стрекаловым, а после принятия решения о расширении медицинской программы полёта в декабре 1979 в состав экипажа был включён космонавт-исследователь Института медико-биологических проблем (ИМБП) В. В. Поляков. Из-за возникших проблем в системе терморегуляции орбитальной станции «Салют-6» полёт по медицинской программе был отложен, а экипаж в том же составе с июня 1980 был назначен дублирующим по программе ремонта станции. В октябре 1980 Г. М. Стрекалов был переведён в основной экипаж из-за отстранения от подготовки по состоянию здоровья К. П. Феоктистова, его заменил в экипаже В. П. Савиных.
- 27 ноября 1980 — во время старта дублёр командира корабля «Союз Т-3» Л. Д. Кизима.
- 27 ноября 1985 был уволен из Вооружённых Сил в запас и отчислен из отряда космонавтов в связи с состоянием здоровья.

Статистика
| # | Стартовый корабль | Старт, UTC        | Экспедиция        | Корабль посадки           | Посадка, UTC      | Налёт                       | Выходы в открытый космос | Время в открытом космосе |
| - | ----------------- | ----------------- | ----------------- | ------------------------- | ----------------- | --------------------------- | ------------------------ | ------------------------ |
| 1 | Союз-12           | 27.09.1973, 12:18 | Союз 12           | Союз 12                   | 29.09.1973, 11:33 | 01 сутки 23 часа 15 минут   | 0                        | 0                        |
| 2 | Союз-18А          | 05.04.1975, 11:04 | Союз-18А, Салют-4 | Союз-18А (аварийный пуск) | 05.04.1975, 11:26 | 00 суток 00 часов 21 минута | 0                        | 0                        |

### Трудовая деятельность
После увольнения из вооружённых сил работал специалистом в Центре подготовки космонавтов им. Ю. А. Гагарина, затем работал в обществе «Знание».

### Смерть
Умер 31 декабря 1990 года в результате отравления неизвестным ядом. Похоронен на кладбище деревни Леониха сельского поселения Анискинского Щёлковского района Московской области.

## Воинские звания
- Лейтенант медицинской службы (22.11.1951).
- Старший лейтенант медицинской службы (15.08.1952).
- Старший лейтенант (4.11.1954)
- Капитан (15.08.1956).
- Майор (31.10.1959).
- Подполковник (24.11.1964).
- Полковник (1.10.1973).

## Награды
- Василий Григорьевич Лазарев являлся почётным гражданином таких городов как Барнаул,Гагарин , Джезказган, Свердловск (ныне — Екатеринбург), Калуга, Караганда, Ленинск (ныне — Байконур), Печора.
- Медаль за безупречную службу III степени 1962 г
- Медаль за безупречную службу II степени 1968 г
- Медаль за безупречную службу I степени 1971 г
- Медаль " 20 лет победы ВОВ 1941—1945 " 1965 г
- Медаль "40 лет Вооруженных сил СССР " 1958 г
- Медаль «50 лет Вооруженных сил СССР» 1968 г
- Медаль « За воинскую доблесть в ознаменование 100 летия со дня рождения Владимира Ильича Ленина» 1970 г
- Герой Советского Союза (2 октября 1973).
- Лётчик-космонавт СССР (2 октября 1973).

## Семья
Отец — Григорий Гордеевич Лазарев
Мать — Александра Андреевна Лазарева (1906—1981)
Отчим — Иван Григорьевич Тюменцев
Жена — Луиза Ивановна Лазарева (1928—1998) — работала в ЦУПе.
Сын — Александр Васильевич Лазарев (1955—2024) — лётчик

## Публикации
- «Мгновения жизни» (1974).
- «Взлетная полоса» (1989).
- «Испытатель космических кораблей» (1976) — (в соавторстве с М. Ф. Ребровым).